# Щапина
Щапина (в верховье Правая Щапина) — река на востоке полуострова Камчатка. Протекает по территории Мильковского района Камчатского края России
Длина — 172 км. Площадь водосборного бассейна — 3420 км². Впадает в реку Камчатка справа на расстоянии 400 км от устья. В верховье течёт по ущелью.
Название произошло от искаж. ительменского Шепен.

## Притоки
- 20 км: река без названия (пр)
- 27 км: река без названия (лв)
- 36 км: Неизвестный
- 49 км: Путаная (лв)
- 65 км: Шайбина (лв)
- 69 км: Правая Щапина (лв)
- 72 км: Узкий (лв)
- 81 км: Ипуин (лв)
- 81 км: Сухая Речка (пр)
- 86 км: Пологий (пр)
- 95 км: Узкая (лв)
- 101 км: Асхачный (пр)
- 117 км: Поперечный (лв)
- 121 км: Средний Иульт (лв)
- 125 км: Большой Иульт (лв)
- 130 км: Медвежья (лв)
- 140 км: Буркова (лв)
- 146 км: Таводок (лв)
- 150 км: Извилистый (пр)

По данным государственного водного реестра России относится к Анадыро-Колымскому бассейновому округу.
- Код водного объекта — 19070000112120000013994.